# Pennwyn
Pennwyn es un lugar designado por el censo ubicado en el condado de Berks en el estado estadounidense de Pensilvania. En el Censo de 2010 tenía una población de 780 habitantes y una densidad poblacional de 567,16 personas por km².

## Geografía
Pennwyn se encuentra ubicado en las coordenadas 40°17′20″N 75°58′25″O / 40.28889, -75.97361. Según la Oficina del Censo de los Estados Unidos, Pennwyn tiene una superficie total de 1.38 km², de la cual 1.36 km² corresponden a tierra firme y (0.94%) 0.01 km² es agua.

## Demografía
Según el censo de 2010, había 780 personas residiendo en Pennwyn. La densidad de población era de 567,16 hab./km². De los 780 habitantes, Pennwyn estaba compuesto por el 93.08% blancos, el 2.44% eran afroamericanos, el 0.13% eran amerindios, el 1.41% eran asiáticos, el 0% eran isleños del Pacífico, el 1.03% eran de otras razas y el 1.92% pertenecían a dos o más razas. Del total de la población el 5.38% eran hispanos o latinos de cualquier raza.